# Bałczik (gmina)
Bałczik (bułg. Община Балчик) – gmina w północno-wschodniej Bułgarii, w obwodzie Dobricz.

## Miejscowości
Miejscowości wchodzące w skład gminy Bałczik:
- Albena (bułg.: Aлбена),
- Bałczik (bułg.: Балчик) − siedziba gminy,
- Bezwodica (bułg.: Безводица),
- Bobowec (bułg.: Бобовец),
- Brjastowo (bułg.: Брястово),
- Cariczino (bułg.: Царичино),
- Chrabrowo (bułg.: Храброво),
- Cyrkwa (bułg.: Църква),
- Dropła (bułg.: Дропла),
- Dybrawa (bułg.: Дъбрава),
- Gurkowo (bułg.: Гурково),
- Karwuna (bułg.: Карвуна),
- Kranewo (bułg.: Кранево),
- Kremena (bułg.: Кремена),
- Lachowo (bułg.: Ляхово),
- Obrocziszte (bułg.: Оброчище),
- Prespa (bułg.: Преспа),
- Rogaczewo (bułg.: Рогачево),
- Senokos (bułg.: Сенокос),
- Sokołowo (bułg.: Соколово),
- Strażica (bułg.: Стражица),
- Trigorci (bułg.: Тригорци),
- Zmeewo (bułg.: Змеево).